# Wizja płonącej pochodni Świętego Franciszka
Święty Franciszek otrzymujący stygmaty lub Wizja płonącej pochodni Świętego Franciszka (H. Wethey) – obraz autorstwa hiszpańskiego malarza pochodzenia greckiego Dominikosa Theotokopulosa, znanego jako El Greco. Obraz sygnowany: domènikos theotokópolis epoíei.

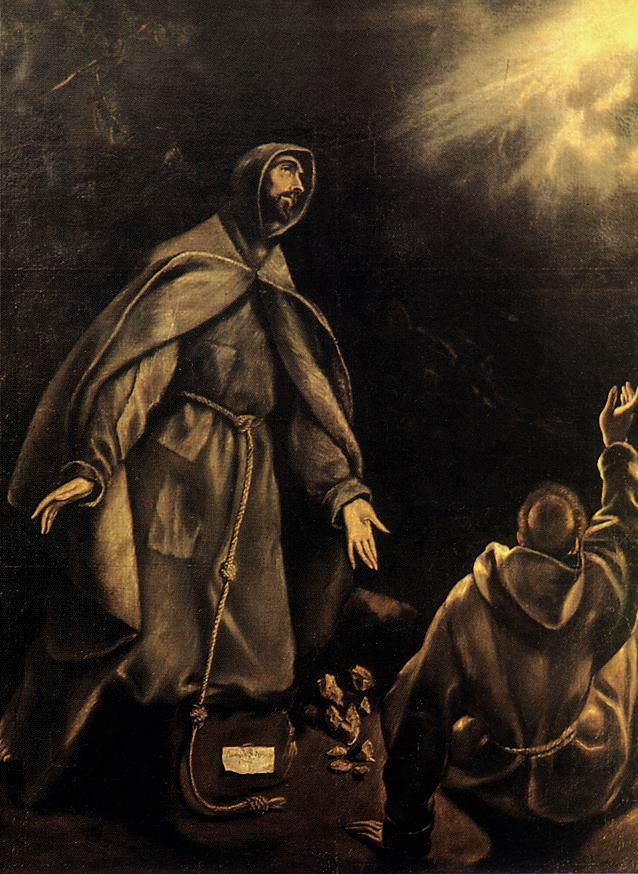
Święty Franciszek otrzymujący stygmaty
(1600 – 1605)
194 × 150 cm
Museo Cerralbo

El Greco wielokrotnie malował portret św. Franciszka. Przedstawiał go w różnych pozach ekstazy, modlitwy czy w chwili otrzymania stygmatów. Po raz pierwszy po temat sięgnął jeszcze podczas swojego pobytu w Rzymie, tuż przed wyjazdem do Hiszpanii. W 1605 roku artysta stworzył kilka wersji z Franciszkiem w roli głównej oraz z towarzyszącymi mu innymi mnichami: z bratem Leonem w Świętym Franciszku z bratem Leonem czy z bratem Rufinem.

## Opis obrazu
W kolejnej wersji Franciszek odziany jest w zniszczony habit, przepasany długim sznurem z trzema węzłami, symbolizującymi trzy składane przez braci mniejszych śluby: posłuszeństwa, ubóstwa i czystości. Mimo iż klęczy, jego nadnaturalnie długa postać z rozwartymi ramionami nachyla się ku światłu symbolizującemu boską ingerencję. Jego głowa okryta kapturem jest bardzo mała, nieproporcjonalna do wydłużonego ciała. Twarz widoczna jedynie z profilu ma bardzo ostre, zdecydowane rysy. U jego stóp siedzi brat Rufin, pokazany w skrócie, od góry, który podnosi rękę ku światłu jakby zaskoczony wydarzeniami. Franciszek odwrotnie: spokojnie spogląda w niebo, rozkłada dłonie w geście przyzwolenia ukazując jednocześnie swoje stygmaty.
Obraz pierwotnie był własnością biskupa Lorenza Armenguali, a następnie drogą spadku przeszedł w ręce jego bratanka Bruna. Ten przeniósł obraz do Madrytu, a następnie w 1747 roku trafił do Kadyksu. W tym samym roku powstała kopia Franciszka otrzymującego stygmaty znajdująca się w Museo Cerralbo